# 小行星列表/197301-197400
| 名稱         | 臨時編號   | 發現日期       | 發現地點   | 發現者                         |
| ------------ | ---------- | -------------- | ---------- | ------------------------------ |
| 小行星197301 | 2003 WK129 | 2003年11月21日 | 索科罗     | 林肯近地小行星研究小组         |
| 小行星197302 | 2003 WY129 | 2003年11月21日 | 帕洛马山   | 近地小行星追踪                 |
| 小行星197303 | 2003 WS131 | 2003年11月21日 | 帕洛马山   | 近地小行星追踪                 |
| 小行星197304 | 2003 WR132 | 2003年11月21日 | 索科罗     | 林肯近地小行星研究小组         |
| 小行星197305 | 2003 WJ133 | 2003年11月21日 | 索科罗     | 林肯近地小行星研究小组         |
| 小行星197306 | 2003 WD138 | 2003年11月21日 | 索科罗     | 林肯近地小行星研究小组         |
| 小行星197307 | 2003 WW139 | 2003年11月21日 | 索科罗     | 林肯近地小行星研究小组         |
| 小行星197308 | 2003 WC140 | 2003年11月21日 | 索科罗     | 林肯近地小行星研究小组         |
| 小行星197309 | 2003 WS140 | 2003年11月21日 | 索科罗     | 林肯近地小行星研究小组         |
| 小行星197310 | 2003 WG141 | 2003年11月21日 | 索科罗     | 林肯近地小行星研究小组         |
| 小行星197311 | 2003 WJ141 | 2003年11月21日 | 索科罗     | 林肯近地小行星研究小组         |
| 小行星197312 | 2003 WB142 | 2003年11月21日 | 索科罗     | 林肯近地小行星研究小组         |
| 小行星197313 | 2003 WM143 | 2003年11月19日 | 卡特林那   | 卡特林那巡天系统               |
| 小行星197314 | 2003 WQ143 | 2003年11月20日 | 索科罗     | 林肯近地小行星研究小组         |
| 小行星197315 | 2003 WE144 | 2003年11月21日 | 索科罗     | 林肯近地小行星研究小组         |
| 小行星197316 | 2003 WN146 | 2003年11月23日 | 帕洛马山   | 近地小行星追踪                 |
| 小行星197317 | 2003 WW146 | 2003年11月23日 | 卡特林那   | 卡特林那巡天系统               |
| 小行星197318 | 2003 WZ146 | 2003年11月23日 | 索科罗     | 林肯近地小行星研究小组         |
| 小行星197319 | 2003 WN147 | 2003年11月23日 | 基特峰     | 太空监视                       |
| 小行星197320 | 2003 WP147 | 2003年11月23日 | 基特峰     | 太空监视                       |
| 小行星197321 | 2003 WT147 | 2003年11月23日 | Needville  | Needville                      |
| 小行星197322 | 2003 WZ148 | 2003年11月24日 | 索科罗     | 林肯近地小行星研究小组         |
| 小行星197323 | 2003 WW149 | 2003年11月24日 | 可可尼诺县 | 洛厄尔天文台近地小行星搜寻计划 |
| 小行星197324 | 2003 WX149 | 2003年11月24日 | 諾加利斯   | Tenagra II                     |
| 小行星197325 | 2003 WF151 | 2003年11月24日 | 帕洛马山   | 近地小行星追踪                 |
| 小行星197326 | 2003 WP152 | 2003年11月25日 | Kingsnake  | J. V. McClusky                 |
| 小行星197327 | 2003 WF153 | 2003年11月26日 | 可可尼诺县 | 洛厄尔天文台近地小行星搜寻计划 |
| 小行星197328 | 2003 WK157 | 2003年11月24日 | 帕洛马山   | 近地小行星追踪                 |
| 小行星197329 | 2003 WL158 | 2003年11月28日 | 基特峰     | 太空监视                       |
| 小行星197330 | 2003 WE167 | 2003年11月19日 | 基特峰     | 太空监视                       |
| 小行星197331 | 2003 WN168 | 2003年11月19日 | 帕洛马山   | 近地小行星追踪                 |
| 小行星197332 | 2003 WM169 | 2003年11月19日 | 索科罗     | 林肯近地小行星研究小组         |
| 小行星197333 | 2003 WD170 | 2003年11月20日 | 卡特林那   | 卡特林那巡天系统               |
| 小行星197334 | 2003 WH170 | 2003年11月20日 | 卡特林那   | 卡特林那巡天系统               |
| 小行星197335 | 2003 WT173 | 2003年11月18日 | 基特峰     | 太空监视                       |
| 小行星197336 | 2003 WB176 | 2003年11月19日 | 基特峰     | 太空监视                       |
| 小行星197337 | 2003 WE176 | 2003年11月19日 | 基特峰     | 太空监视                       |
| 小行星197338 | 2003 WR176 | 2003年11月19日 | 可可尼诺县 | 洛厄尔天文台近地小行星搜寻计划 |
| 小行星197339 | 2003 WW176 | 2003年11月19日 | 基特峰     | 太空监视                       |
| 小行星197340 | 2003 WG178 | 2003年11月20日 | 基特峰     | 马克·W·布伊                    |
| 小行星197341 | 2003 WU181 | 2003年11月21日 | 基特峰     | 马克·W·布伊                    |
| 小行星197342 | 2003 WG192 | 2003年11月20日 | 索科罗     | 林肯近地小行星研究小组         |
| 小行星197343 | 2003 XH1   | 2003年12月1日  | 基特峰     | 太空监视                       |
| 小行星197344 | 2003 XD2   | 2003年12月1日  | 索科罗     | 林肯近地小行星研究小组         |
| 小行星197345 | 2003 XK4   | 2003年12月1日  | 索科罗     | 林肯近地小行星研究小组         |
| 小行星197346 | 2003 XF6   | 2003年12月3日  | 索科罗     | 林肯近地小行星研究小组         |
| 小行星197347 | 2003 XN7   | 2003年12月1日  | 索科罗     | 林肯近地小行星研究小组         |
| 小行星197348 | 2003 XV7   | 2003年12月3日  | 索科罗     | 林肯近地小行星研究小组         |
| 小行星197349 | 2003 XB8   | 2003年12月4日  | 索科罗     | 林肯近地小行星研究小组         |
| 小行星197350 | 2003 XR8   | 2003年12月4日  | 索科罗     | 林肯近地小行星研究小组         |
| 小行星197351 | 2003 XT8   | 2003年12月4日  | 索科罗     | 林肯近地小行星研究小组         |
| 小行星197352 | 2003 XU8   | 2003年12月4日  | 索科罗     | 林肯近地小行星研究小组         |
| 小行星197353 | 2003 XO9   | 2003年12月4日  | 索科罗     | 林肯近地小行星研究小组         |
| 小行星197354 | 2003 XM10  | 2003年12月5日  | 索科罗     | 林肯近地小行星研究小组         |
| 小行星197355 | 2003 XR11  | 2003年12月10日 | 帕洛马山   | 近地小行星追踪                 |
| 小行星197356 | 2003 XS11  | 2003年12月11日 | Needville  | Needville                      |
| 小行星197357 | 2003 XH12  | 2003年12月14日 | 帕洛马山   | 近地小行星追踪                 |
| 小行星197358 | 2003 XR13  | 2003年12月14日 | 帕洛马山   | 近地小行星追踪                 |
| 小行星197359 | 2003 XF15  | 2003年12月4日  | 索科罗     | 林肯近地小行星研究小组         |
| 小行星197360 | 2003 XM18  | 2003年12月15日 | 帕洛马山   | 近地小行星追踪                 |
| 小行星197361 | 2003 XN18  | 2003年12月15日 | 帕洛马山   | 近地小行星追踪                 |
| 小行星197362 | 2003 XR19  | 2003年12月14日 | 基特峰     | 太空监视                       |
| 小行星197363 | 2003 XH20  | 2003年12月14日 | 基特峰     | 太空监视                       |
| 小行星197364 | 2003 XC21  | 2003年12月14日 | 基特峰     | 太空监视                       |
| 小行星197365 | 2003 XF21  | 2003年12月14日 | 基特峰     | 太空监视                       |
| 小行星197366 | 2003 XQ21  | 2003年12月14日 | 基特峰     | 太空监视                       |
| 小行星197367 | 2003 XF22  | 2003年12月3日  | 索科罗     | 林肯近地小行星研究小组         |
| 小行星197368 | 2003 XV24  | 2003年12月1日  | 基特峰     | 太空监视                       |
| 小行星197369 | 2003 XW25  | 2003年12月1日  | 索科罗     | 林肯近地小行星研究小组         |
| 小行星197370 | 2003 XQ31  | 2003年12月1日  | 基特峰     | 太空监视                       |
| 小行星197371 | 2003 XR34  | 2003年12月1日  | 基特峰     | 太空监视                       |
| 小行星197372 | 2003 XA35  | 2003年12月3日  | 可可尼诺县 | 洛厄尔天文台近地小行星搜寻计划 |
| 小行星197373 | 2003 XD36  | 2003年12月3日  | 索科罗     | 林肯近地小行星研究小组         |
| 小行星197374 | 2003 XQ36  | 2003年12月3日  | 索科罗     | 林肯近地小行星研究小组         |
| 小行星197375 | 2003 XS37  | 2003年12月4日  | 索科罗     | 林肯近地小行星研究小组         |
| 小行星197376 | 2003 XB39  | 2003年12月4日  | 索科罗     | 林肯近地小行星研究小组         |
| 小行星197377 | 2003 XS39  | 2003年12月5日  | 索科罗     | 林肯近地小行星研究小组         |
| 小行星197378 | 2003 XD40  | 2003年12月14日 | 基特峰     | 太空监视                       |
| 小行星197379 | 2003 XD42  | 2003年12月14日 | 基特峰     | 太空监视                       |
| 小行星197380 | 2003 YN    | 2003年12月16日 | 可可尼诺县 | 洛厄尔天文台近地小行星搜寻计划 |
| 小行星197381 | 2003 YZ    | 2003年12月17日 | 索科罗     | 林肯近地小行星研究小组         |
| 小行星197382 | 2003 YZ2   | 2003年12月19日 | 卡特林那   | 卡特林那巡天系统               |
| 小行星197383 | 2003 YC3   | 2003年12月17日 | 可可尼诺县 | 洛厄尔天文台近地小行星搜寻计划 |
| 小行星197384 | 2003 YE5   | 2003年12月16日 | 基特峰     | 太空监视                       |
| 小行星197385 | 2003 YM5   | 2003年12月16日 | 基特峰     | 太空监视                       |
| 小行星197386 | 2003 YA10  | 2003年12月17日 | 索科罗     | 林肯近地小行星研究小组         |
| 小行星197387 | 2003 YD11  | 2003年12月17日 | 索科罗     | 林肯近地小行星研究小组         |
| 小行星197388 | 2003 YN11  | 2003年12月17日 | 索科罗     | 林肯近地小行星研究小组         |
| 小行星197389 | 2003 YD12  | 2003年12月17日 | 索科罗     | 林肯近地小行星研究小组         |
| 小行星197390 | 2003 YC13  | 2003年12月17日 | 可可尼诺县 | 洛厄尔天文台近地小行星搜寻计划 |
| 小行星197391 | 2003 YY15  | 2003年12月17日 | 可可尼诺县 | 洛厄尔天文台近地小行星搜寻计划 |
| 小行星197392 | 2003 YC23  | 2003年12月16日 | 可可尼诺县 | 洛厄尔天文台近地小行星搜寻计划 |
| 小行星197393 | 2003 YO23  | 2003年12月17日 | 索科罗     | 林肯近地小行星研究小组         |
| 小行星197394 | 2003 YQ23  | 2003年12月17日 | 索科罗     | 林肯近地小行星研究小组         |
| 小行星197395 | 2003 YC25  | 2003年12月18日 | 索科罗     | 林肯近地小行星研究小组         |
| 小行星197396 | 2003 YK27  | 2003年12月17日 | 伊德里亚   | Črni Vrh                       |
| 小行星197397 | 2003 YU28  | 2003年12月17日 | 基特峰     | 太空监视                       |
| 小行星197398 | 2003 YU29  | 2003年12月17日 | 帕洛马山   | 近地小行星追踪                 |
| 小行星197399 | 2003 YJ30  | 2003年12月18日 | 索科罗     | 林肯近地小行星研究小组         |
| 小行星197400 | 2003 YX30  | 2003年12月18日 | 索科罗     | 林肯近地小行星研究小组         |